# Convecção mantélica

Corte longitudinal da Terra mostrando a localização dos mantos superior e inferior

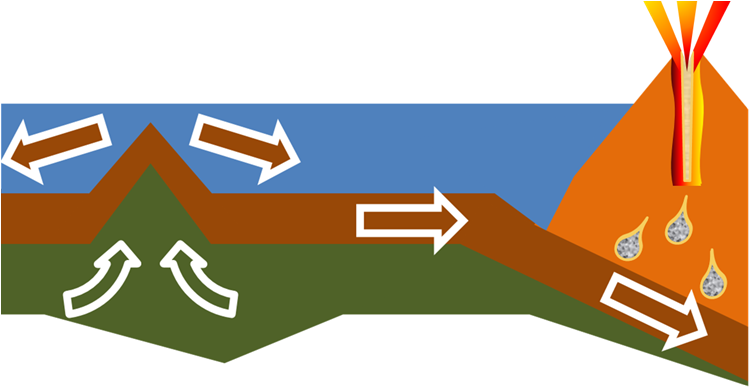
Uma placa oceânica da litosfera é aumentada pela ascensão da astenosfera numa dorsal ativa (esq.) e consumida numa zona de subducção (dir.), produzindo estratovulcões no limite convergente com a placa continental.

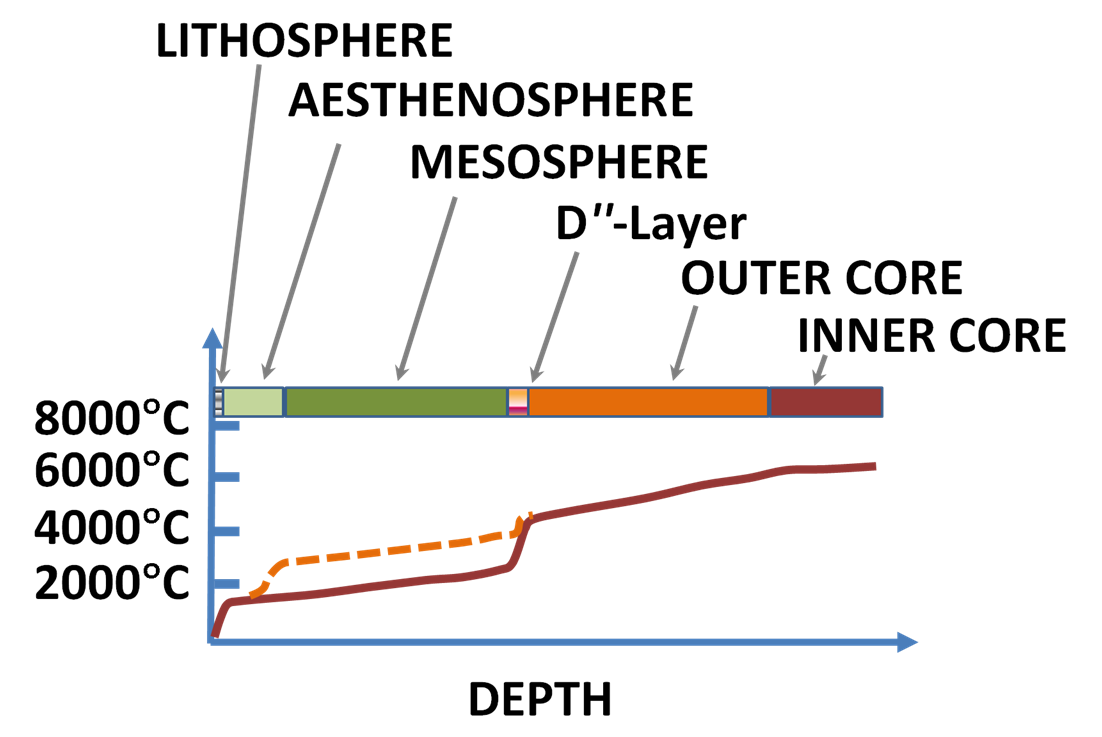
Temperatura calculada da Terra vs. profundidade. Linha tracejada: convecção mantélica estratificada; linha cheia: convecção mantélica integral.

Convecção mantélica integral

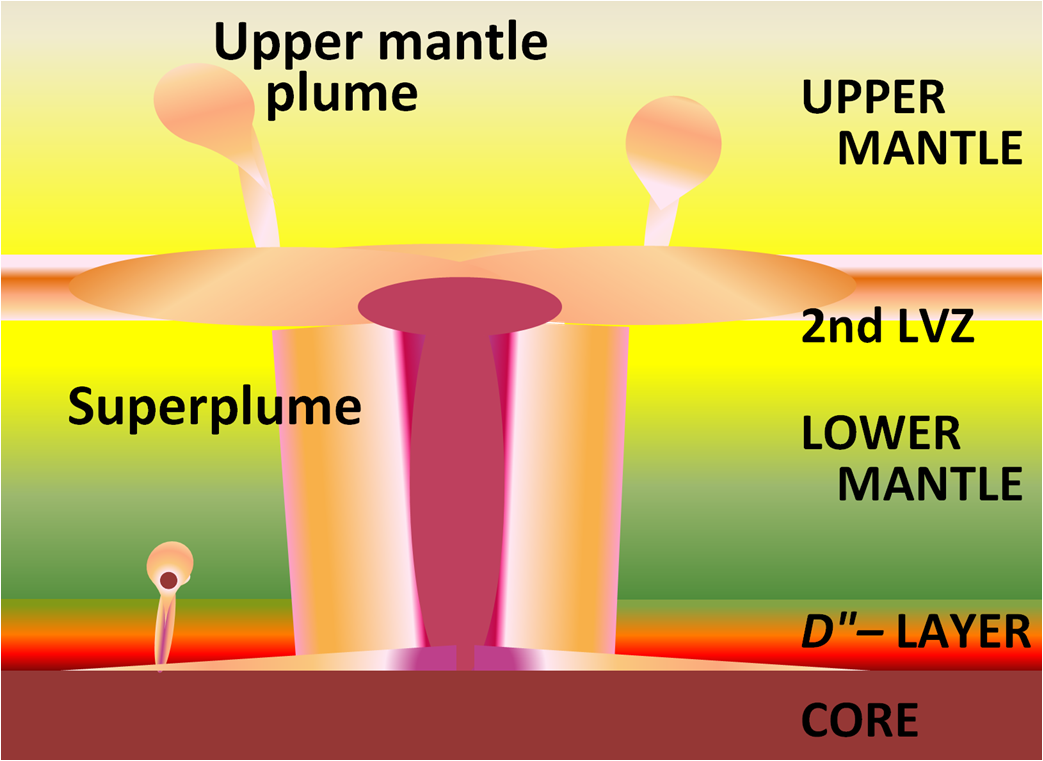
Uma superpluma gerada pelos processos de arrefecimento do manto.

Convecção mantélica é o movimento lento de arrastamento do manto rochoso da Terra causado por correntes de convecção que transportam calor do interior da Terra para a sua superfície. A litosfera da superfície da Terra, que se desloca sobre a astenosfera (as duas componentes do manto superior), encontra-se dividida em várias placas tectónicas que são continuamente criadas e consumidas nos seus limites opostos. À medida que material do manto é adicionado às orlas crescentes de uma placa, dá-se a acreção, geralmente associada à expansão do fundo oceânico. Este material quente adicional arrefece por condução e convecção de calor. Nas margens onde a placa é consumida, o material contraiu-se termicamente tornando-se denso, e afunda-se sob o seu próprio peso no processo de subducção numa fossa oceânica.
Este material subduzido afunda-se até uma profundidade de 660 km no interior da Terra onde é impedido de continuar a afundar-se, possivelmente devido a uma mudança de fase de espinela para perovskite e magnesiowustite, e uma reação endotérmica.
A crosta oceânica subduzida desencadeia vulcanismo, embora os mecanismos básicos sejam variados. O vulcanismo pode ocorrer graças a processos que aumentam a flutuabilidade do manto parcialmente fundido causando um fluxo ascendente devido a diminuição de densidade do material parcialmente fundido.
Está postulada a ocorrência de formas secundárias de convecção que podem resultar em vulcanismo de superfície, como consequência da extensão intraplaca e das plumas mantélicas.
É graças à capacidade de convecção do manto que as placas tectónicas são capazes de mover-se sobre a superfície da Terra.

## Tipos de convecção
Existe um debate atual entre a comunidade de geofísicos sobre se a convecção será 'estratificada' ou 'integral'. Este debate está ligado à controvérsia sobre se o vulcanismo intraplaca é causado por processos pouco profundos do manto superior ou por plumas do manto inferior. Os geoquímicos argumentam que as lavas de erupções em áreas intraplacas têm composição diferente daquela dos basaltos de dorsal meso-oceânica de origem pouco profunda. Tal facto tem sido interpretado com a existência de uma região de origem diferente, que se sugere ser o manto inferior. Outros, contudo, argumentam que as diferenças indicam a inclusão de uma pequena componente de material quase-superficial da litosfera. Os sismólogos encontram-se também divididos, com alguns a argumentarem que não existem provas da convecção mantélica integral, e outros argumentando que tais evidências existem.